# Ковинич, Данка
Данка Ковинич (серб. Данка Ковинић; родилась 18 ноября 1994 года в Цетине, СРЮ) — черногорская теннисистка; победительница одного турнира WTA в парном разряде; финалистка одного юниорского турнира Большого шлема в парном разряде (Открытый чемпионат Австралии-2012); бывшая пятая ракетка мира в юниорском рейтинге.

## Общая информация
Данка — одна из трёх детей Снежаны и Раденко Ковиничей; её братьев зовут Алекса и Лука.
Черногорка в теннисе с семи лет, её первый тренер — Светко Белотомич. Выступает за клуб «Игало» (Херцег-Нови). На корте Ковинич предпочитает агрессивные действия у задней линии. Лучшие удары — подача, форхенд и укороченные; любимое покрытие — грунт.
Лучшая теннисистка Черногории 2016 года, лучшая молодая спортсменка Черногории 2011 года.

## Спортивная карьера

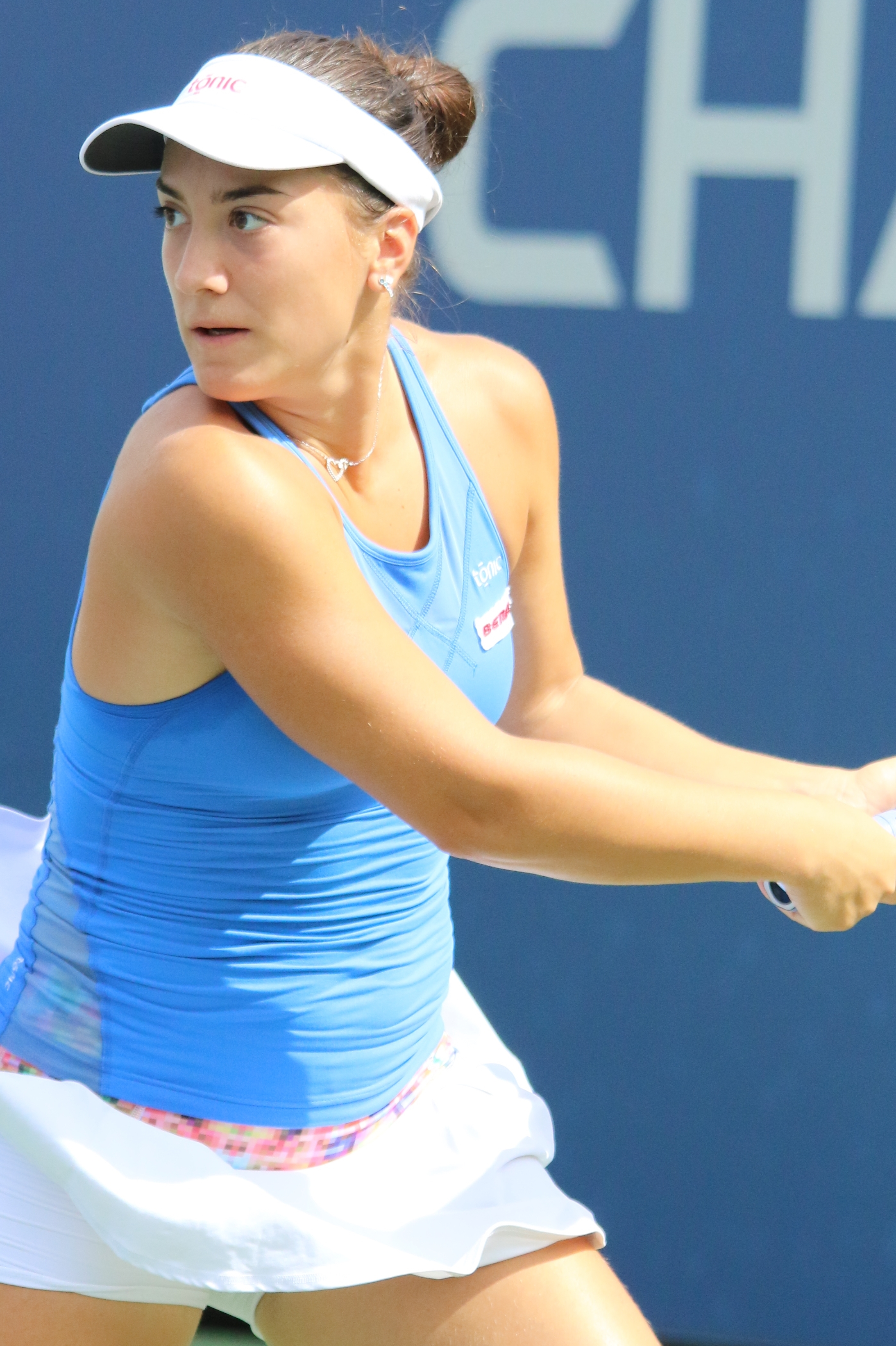
Ковинич на Открытом чемпионате США 2016 года

Становилась чемпионкой Черногории в возрастных группах до 12, 14, 16, 18 лет.
Первого титула на турнирах из цикла ITF Ковинич добилась в октябре 2010 года на 10-тысячнике в Болгарии. В мае 2011 года она сыграла свои первые матчи за сборную Черногории в отборочных раундах Кубка Федерации. В январе 2012 года Данка, находясь по возрасту ещё на юниорском уровне, смогла выйти в парный юниорский финал Открытого чемпионата Австралии в дуэте с россиянкой Ириной Хромачёвой. Дебют Ковинич в основных соревнованиях WTA-тура состоялся в июле 2013 года на турнире в Будапеште, где она смогла выйти в четвертьфинал.
В мае 2014 года Ковинич выиграла 7-й одиночный трофей из цикла ITF и первый с призовым фондом 50 000 $. Произошло это на соревнованиях в Сен-Годенсе. После этого она смогла пробиться через квалификацию на первый в своей карьере взрослый турнир серии Большого шлема — Открытый чемпионат Франции, где проиграла в первом раунде. В июле Данка вышла в четвертьфинал турнира в Бухаресте.
Следующего четвертьфинала в туре WTA она достигла в апреле 2015 года на премьер-турнире в Чарлстоне. После выхода в четвертьфинал турнира в Праге Ковинич впервые смогла войти в Топ-100 мирового рейтинга. Следующее её выступление принесло Данке успех. Она победила на 100-тысянике ITF в Трнаве. На Открытом чемпионате Франции черногорская теннисистка выиграла первый матч Большого шлема в основной сетке и прошла во второй раунд. В июле она дважды выходила в четвертьфинал на грунтовых турнирах в Бухаресте и Бадгастайне. На последнем из них Ковинич смогла завоевать дебютный титул WTA, выиграв парный соревнования в партнёрстве со Штефани Фогт. В октябре она уже сыграла в титульном матче в одиночном разряде. Произошло это на турнире в Тяньцзине, но в финальном матче Данку разгромила Агнешка Радваньская (1-6, 2-6).
В начале 2016 года Ковинич вышла в парный финал турнира в Окленде в альянсе с Барборой Стрыцовой. К февралю она смогла подняться в женском рейтинге до 46-го места. В апреле на грунтовом турнире в Стамбуле она сумела выйти в финалы одиночного и парного разрядов. В одиночках она проиграла в решающем матче местной теннисистке Чагле Бююкакчай со счётом 6-3, 2-6, 3-6. В парном финале, где Данка сыграла совместно с Ксенией Кнолль, она также потерпела неудачу. В мае на престижном турнире в Мадриде Ковинич в первом раунде впервые обыграла представительницу Топ-10. Ею оказалась восьмая ракетка мира Роберта Винчи, но уже в следующем раунде она выбыла с турнира. В начале июня Ковинич смогла выиграть 100-тысячник ITF в Марселе. В августе Данка сыграла на первых для себя Олимпийских играх, которые проводились в Рио-де-Жанейро. В первом же раунде она проиграла Мэдисон Киз из США. Лучшим результатом осени для неё стал выход в полуфинал турнира в Тяньцзине.
На Открытом чемпионате Австралии 2017 года, как и год назад, Ковинич дошла до второго раунда. Летом она трижды выходила в финалы турниров из цикла ITF (на 60-тысячнике и 100-тысячнике в Венгрии и на 100-тысячнике в Канаде. В июле 2018 года Ковинич доиграла до парного финала турнира WTA в Бухаресте в партнёрстве с Мариной Заневской. Ещё один парный финал она сыграла в дуэте с Верой Лапко на турнире в Гуанчжоу в сентябре.
В июле 2019 года Ковинич неплохо сыграла на турнире младшей серии WTA 125 в Бостаде. Она доиграла до финала, в котором уступила Мисаки Дои. Также в Бостаде она вышла и в парный финал в партнёрстве с Алексой Гуарачи. Затем Ковинич сыграла на 80-тысячнике ITF в Биаррице, где также добралась до финала. В сентябре Данка вышла в четвертьфинал турнира основного тура в Ташкенте. В октябре она смогла победить на 100-тысячнике ITF в Секешфехерваре.
В сентябре 2020 года Ковинич вышла в четвертьфинал турнира в Стамбуле. Затем через квалификацию она пробилась на турнир серии Премьер 5 в Риме. В основной сетке она смогла продвинуться до третьего раунда, благодаря победе над теннисисткой из топ-10 Белиндой Бенчич. В апреле 2021 года Ковинич хорошо сыграла на серии WTA 500 в Чарлстоне, сумев дойти до финала. В решающем матче она проиграла Веронике Кудерметовой — 4-6, 2-6. Затем она вышла в полуфинал турнира серии WTA 250 в том же городе. На Открытом чемпионате Франции её результатом стал второй раунд.

## Итоговое место в рейтинге WTA по годам
| Год  | Одиночный рейтинг | Парный рейтинг |
| 2023 | 111               | 262            |
| 2022 | 79                | 631            |
| 2021 | 95                | 138            |
| 2020 | 77                | 172            |
| 2019 | 88                | 140            |
| 2018 | 182               | 112            |
| 2017 | 118               | 140            |
| 2016 | 74                | 83             |
| 2015 | 58                | 106            |
| 2014 | 109               | 214            |
| 2013 | 170               | 395            |
| 2012 | 295               | 351            |
| 2011 | 354               | 450            |
| 2010 | 687               |                |

## Выступления на турнирах

### Финалы турнировWTAв одиночном разряде (3)

#### Поражения (3)
| Легенда:                                   |
| ------------------------------------------ |
| Турниры Большого шлема (0)*                |
| Олимпиада (0)                              |
| Итоговый турнир WTA (0)                    |
| Premier Mandatory / WTA 1000 Mandatory (0) |
| Premier 5 / WTA 1000 (0)                   |
| Premier / WTA 500 (0)                      |
| International / WTA 250 (0+1)              |

| Титулы по покрытиям | Титулы по месту проведения матчей турнира |
| ------------------- | ----------------------------------------- |
| Хард (0)*           | Зал (0)                                   |
| Грунт (0+1)         | Зал (0)                                   |
| Трава (0)           | Открытый воздух (0+1)                     |
| Ковёр (0)           | Открытый воздух (0+1)                     |

* количество побед в одиночном разряде + количество побед в парном разряде.
| №  | Дата            | Турнир           | Покрытие | Соперница в финале   | Счёт        |
| 1. | 18 октября 2015 | Тяньцзинь, Китай | Хард     | Агнешка Радваньская  | 1-6 2-6     |
| 2. | 24 апреля 2016  | Стамбул, Турция  | Грунт    | Чагла Бююкакчай      | 6-3 2-6 3-6 |
| 3. | 11 апреля 2021  | Чарлстон, США    | Грунт    | Вероника Кудерметова | 4-6 2-6     |

### Финалы турнировITFв одиночном разряде (24)

#### Победы (14)
| Легенда:                  |
| ------------------------- |
| WTA 125 (0)*              |
| 100.000 USD (5+1)         |
| 80.000 (75.000)** USD (0) |
| 60.000 (50.000)** USD (1) |
| 25.000 USD (5+3)          |
| 15.000 (10.000)** USD (3) |

** призовой фонд до 2017 года
| Титулы по покрытиям | Титулы по месту проведения матчей турнира |
| ------------------- | ----------------------------------------- |
| Хард (0)*           | Зал (1)                                   |
| Грунт (14+4)        | Зал (1)                                   |
| Трава (0)           | Открытый воздух (13+4)                    |
| Ковёр (0)           | Открытый воздух (13+4)                    |

* количество побед в одиночном разряде + количество побед в парном разряде.
| №   | Дата            | Турнир                 | Покрытие    | Соперница в финале  | Счёт        |
| 1.  | 10 октября 2010 | Добрич, Болгария       | Грунт       | Изабелла Шиникова   | 6-4 6-3     |
| 2.  | 26 июня 2011    | Балш, Румыния          | Грунт       | Аличе-Андрада Раду  | 6-0 6-1     |
| 3.  | 13 апреля 2012  | Тлемсен, Алжир         | Грунт       | Александра Романова | 6-2 6-2     |
| 4.  | 8 июля 2012     | Торунь, Польша         | Грунт       | Паула Каня          | 6-3 4-6 6-3 |
| 5.  | 22 июня 2013    | Истад, Швеция          | Грунт       | Мелани Клаффнер     | 6-3 6-3     |
| 6.  | 30 июня 2013    | Кристинехамн, Швеция   | Грунт       | Ясмина Тинич        | 6-1 7-5     |
| 7.  | 18 мая 2014     | Сен-Годенс, Франция    | Грунт       | Полин Пармантье     | 6-1 6-2     |
| 8.  | 10 мая 2015     | Трнава, Словакия       | Грунт       | Маргарита Гаспарян  | 7-5 6-3     |
| 9.  | 5 июня 2016     | Марсель, Франция       | Грунт       | Се Шувэй            | 6-2 6-3     |
| 10. | 31 марта 2019   | Кампинас, Бразилия     | Грунт       | Юлия Грабхер        | 6-2 3-6 6-3 |
| 11. | 23 июня 2019    | Истад, Швеция          | Грунт       | Ришел Хогенкамп     | 2-6 6-3 6-3 |
| 12. | 27 октября 2019 | Секешфехервар, Венгрия | Грунт (зал) | Ирина-Камелия Бегу  | 6-4 3-6 6-3 |
| 13. | 8 мая 2022      | Висбаден, Германия     | Грунт       | Настасья Шунк       | 6-3 7-6(0)  |
| 14. | 23 апреля 2023  | Оэйраш, Португалия     | Грунт       | Ребека Масарова     | 6-2 6-2     |

#### Поражения (10)
| №   | Дата             | Турнир                   | Покрытие | Соперница в финале   | Счёт        |
| 1.  | 12 июня 2011     | Ньиредьхаза, Венгрия     | Грунт    | Симона Добра         | 4-6 2-6     |
| 2.  | 11 сентября 2011 | Подгорица, Черногория    | Грунт    | Паула Ормаэчеа       | 1-6 1-6     |
| 3.  | 8 марта 2015     | Куритиба, Бразилия       | Грунт    | Лурдес Домингес Лино | 6-4 2-6 3-6 |
| 4.  | 18 июня 2017     | Ходмезёвашархей, Венгрия | Грунт    | Михаэла Бузарнеску   | 2-6 1-6     |
| 5.  | 16 июля 2017     | Будапешт, Венгрия        | Грунт    | Яна Чепелова         | 4-6 3-6     |
| 6.  | 20 августа 2017  | Ванкувер, Канада         | Хард     | Марина Заневская     | 7-5 1-6 3-6 |
| 7.  | 17 марта 2019    | Сан-Паулу, Бразилия      | Грунт    | Луиза Чирико         | 0-6 2-6     |
| 8.  | 14 июля 2019     | Бостад, Швеция           | Грунт    | Мисаки Дои           | 4-6 4-6     |
| 9.  | 21 июля 2019     | Биарриц, Франция         | Грунт    | Виктория Томова      | 2-6 7-5 5-7 |
| 10. | 20 ноября 2022   | Буэнос-Айрес, Аргентина  | Грунт    | Панна Удварди        | 4-6 1-6     |

### Финалы турнировWTAв парном разряде (5)

#### Победы (1)
| №  | Дата         | Турнир              | Покрытие | Партнёрша    | Соперницы в финале                | Счёт           |
| 1. | 26 июля 2015 | Бадгастайн, Австрия | Грунт    | Штефани Фогт | Лара Арруабаррена Луция Градецкая | 4-6 6-4 [10-3] |

#### Поражения (4)
| №  | Дата             | Турнир                 | Покрытие | Партнёрша        | Соперницы в финале                      | Счёт           |
| 1. | 9 января 2016    | Окленд, Новая Зеландия | Хард     | Барбора Стрыцова | Элизе Мертенс Ан-Софи Местах            | 6-2 3-6 [5-10] |
| 2. | 24 апреля 2016   | Стамбул, Турция        | Грунт    | Ксения Кнолль    | Андрея Миту Ипек Сойлу                  | Без игры       |
| 3. | 22 июля 2018     | Бухарест, Румыния      | Грунт    | Марина Заневская | Ирина-Камелия Бегу Кристина-Андрея Миту | 3-6 4-6        |
| 4. | 22 сентября 2018 | Гуанчжоу, Китай        | Хард     | Вера Лапко       | Моника Адамчак Джессика Мур             | 6-4 5-7 [4-10] |

### Финалы турнировITFв парном разряде (13)

#### Победы (4)
| №  | Дата            | Турнир                 | Покрытие | Партнёрша          | Соперницы в финале                   | Счёт           |
| 1. | 25 мая 2013     | Казерта, Италия        | Грунт    | Рената Ворачова    | Елена Богдан Кристина Дину           | 6-4 7-6(3)     |
| 2. | 14 февраля 2015 | Сан-Паулу, Бразилия    | Грунт    | Андрея Миту        | Татьяна Буа Паула Кристина Гонсалвес | 6-2 7-5        |
| 3. | 12 июля 2015    | Контрексевиль, Франция | Грунт    | Оксана Калашникова | Ирина Рамьялизон Констанс Сибиль     | 2-6 6-3 [10-6] |
| 4. | 31 марта 2019   | Кампинас, Бразилия     | Грунт    | Лаура Пигосси      | Каролина Мелигени Габриэла Се        | 6-3 6-2        |

#### Поражения (9)
| №  | Дата             | Турнир                   | Покрытие | Партнёрша       | Соперницы в финале                 | Счёт                 |
| 1. | 11 сентября 2011 | Подгорица, Черногория    | Грунт    | Даница Крстаич  | Коринна Дентони Флоренсия Молинеро | 4-6 7-5 [5-10]       |
| 2. | 29 октября 2011  | Лагос, Нигерия           | Хард     | Элина Свитолина | Мелани Клаффнер Агнеш Сатмари      | 0-6 7-6(1) [5-10]    |
| 3. | 2 сентября 2012  | Мамая, Румыния           | Грунт    | Тадея Маерич    | Елена Богдан Ралука Олару          | 6-7(4) 3-6           |
| 4. | 12 апреля 2013   | Ла-Марса, Тунис          | Грунт    | Лаура Пигосси   | Евгения Пашкова Река-Луца Яни      | 3-6 6-4 [5-10]       |
| 5. | 11 марта 2018    | Чжухай, Китай            | Хард     | Нао Хибино      | Анна Блинкова Лесли Керкхове       | 5-7 4-6              |
| 6. | 18 марта 2018    | Шэньчжэнь, Китай         | Хард     | Ван Синьюй      | Анна Калинская Виктория Кужмова    | 4-6 6-1 [7-10]       |
| 7. | 16 июня 2018     | Ходмезёвашархей, Венгрия | Грунт    | Нина Стоянович  | Надя Подорошка Река-Луца Яни       | 4-6 4-6              |
| 8. | 14 июля 2019     | Бостад, Швеция           | Грунт    | Алекса Гуарачи  | Наталья Вихлянцева Мисаки Дои      | 5-7 7-6 (7-4) [7-10] |
| 9. | 17 ноября 2019   | Тайбэй, Тайвань          | Хард     | Далила Якупович | Ли Ясюань У Фансянь                | 6-4 4-6 [7-10]       |